# Jean de Meung

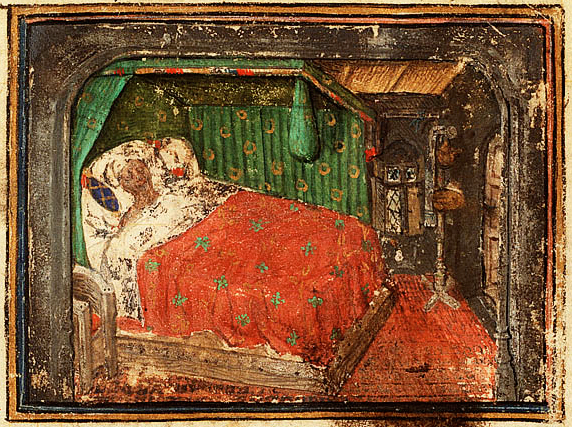
Jean de Meung, träumend

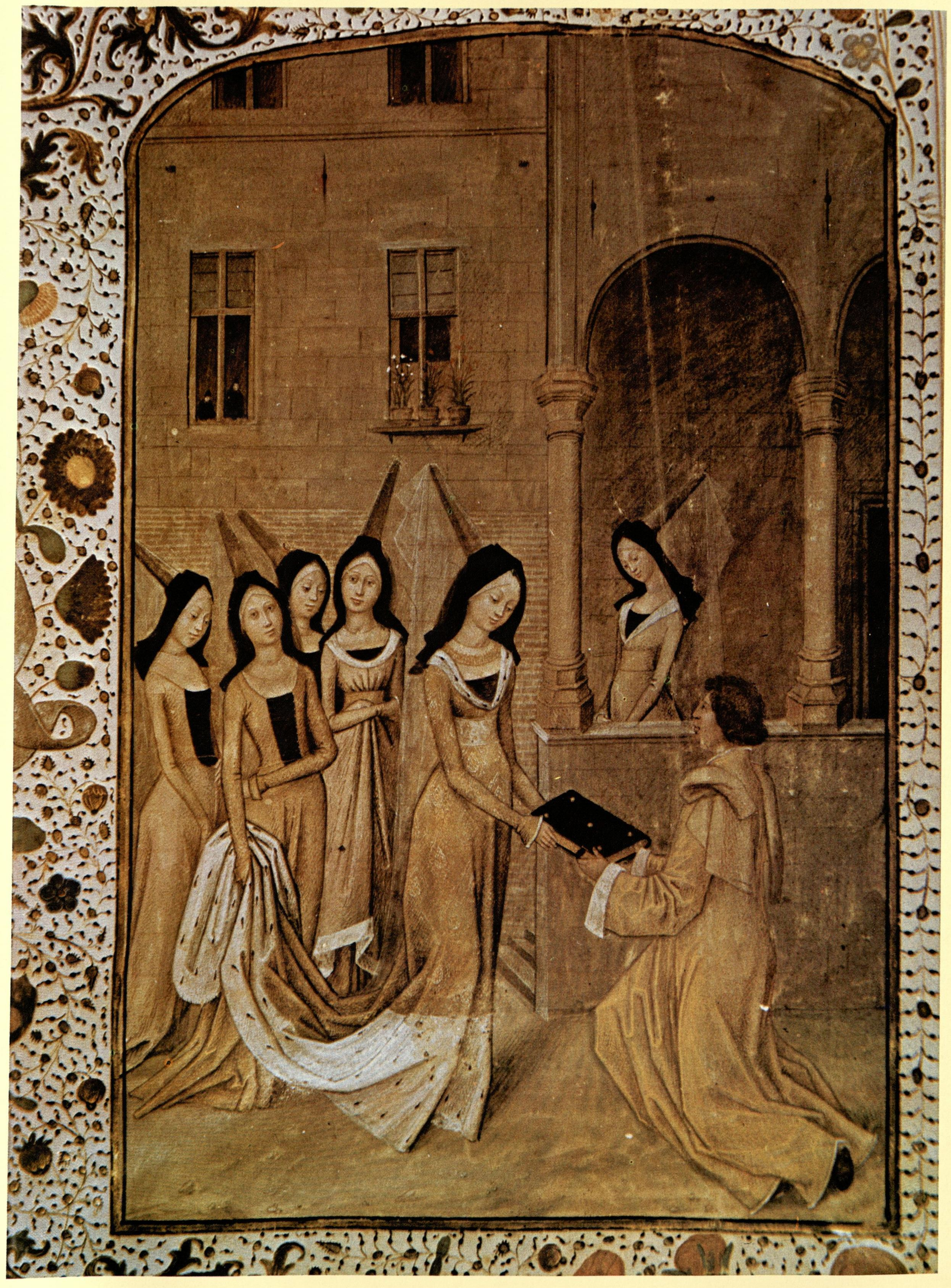
Jean de Meung überreicht seine französische Übersetzung von Boethius’ Consolatio philosophiae der Königin von England, Margarete von Anjou. Buchmalerei in der Handschrift Jena, Bibliothek der Friedrich-Schiller-Universität, Ms. fol. 85, fol. 13v (spätes 15. Jahrhundert)

Jean de Meung (auch Jean de Meun, eigentlich Jean Clopinel [französisch „Hinkfuß“] oder Jean Chopinel; * um 1240, wahrscheinlich in Meung-sur-Loire; † spätestens 1305, wahrscheinlich in Paris) war ein französischer Autor.

## Leben
Über seine Biografie gibt es so gut wie keine sicheren Informationen, außer dass er längere Zeit in Paris gelebt hat. Indirekt erschließen lässt sich, dass er zumindest die Artistenfakultät absolviert haben muss und Kleriker war. Auf jeden Fall hatte er die Möglichkeit, sich eine profunde philosophische, theologische, literarische und naturkundliche Bildung anzueignen.
Literarhistorisch bedeutend wurde Jean de Meung vor allem durch die Fortsetzung und Beendigung des ca. 1230–40 von Guillaume de Lorris begonnenen Rosenromans (Roman de la Rose), die er wohl 1275–80 verfasste und mit der er die gut 4000 Verse Guillaumes um fast 18.000 Verse erweiterte. Der Rosenroman war einer der größten Bucherfolge des französischen Mittelalters, denn mehr als 300 Handschriften sind erhalten und praktisch alle zwischen 1300 und 1500 aktiven französischen Autoren haben ihn gekannt, was vermutlich eher dem gelehrten und vielfältigeren Teil Jeans zu verdanken ist (unter dessen Namen allein das Werk im Mittelalter lief) als dem dichterisch eigentlich schöneren Teil Guillaumes.
Die spätere Aktivität von Jean de Meung bestand vor allem im Übertragen lateinischer Texte ins Französische, womit er offenbar die Bedürfnisse der zunehmenden Zahl von Lesekundigen und Wissensdurstigen, vor allem in den wachsenden und prosperierenden Städten seiner Zeit befriedigte. So übertrug er insbesondere das Standardwerk der Kriegskunst De re militari von Flavius Vegetius (Ende 4./Anfang 5. Jahrhundert n. Chr.), die Briefe Abaelards und Heloisas (12. Jahrhundert), die Historia calamitatum Abaelards sowie das 523/24 n. Chr. im Kerker verfasste Trostbuch De Consolatione Philosophiae von Boethius.
Im Rosenroman sind Werke von mehr als vierzig Autoren verarbeitet, darunter Ovids Metamorphosen, Schriften des Theologen und Rektors der Pariser Universität Guillaume de Saint-Amour sowie Werke des doctor universalis genannten Zisterziensers Alanus ab Insulis (Alain de Lille). Wegen seiner zynischen Darstellung der körperlichen Liebe und seiner frauenfeindlichen Tendenz wurde er von Christine de Pizan angegriffen, die mit ihren Schriften Epistre au dieu d'amour (1399) und Le Dit de la rose (1402) die erste Literaturdebatte in Frankreich in Gang setzte.
Wie es damals häufig bei erfolgreichen Autoren vorkam, wurden ihm von den Zeitgenossen postum auch Werke zugeschrieben, die er nicht verfasst hat. Darunter auch Werke der Alchemie, was wohl von einer kurzen Abschweifung in die Alchemie im Roman de la Rose inspiriert wurde, die ihren Weg in Manuskripte von Alchemisten fand.
Jean de Meung wurde im Kloster Saint-Jacques in Paris beigesetzt.